# Championnat de Macédoine du Nord de football 2018-2019
Navigation
Édition précédente Édition suivante
La saison 2018-2019 du championnat de Macédoine du Nord de football est la vingt-septième édition de la première division macédonienne. Lors de celle-ci, le Klubi Futbollistik Shkëndija tente de conserver son titre de champion face aux neuf meilleurs clubs macédoniens lors d'une série de matchs se déroulant sur toute l'année. Les clubs affrontent à quatre reprises les neuf autres.
Trois places qualificatives pour les compétitions européennes seront attribuées par le biais du championnat (1 place deuxième tour de qualification de la Ligue des champions 2019-2020, et 2 places au premier tour de qualification de la Ligue Europa). Une autre place qualificative pour le premier tour de qualification de la Ligue Europa sera garantie au vainqueur de la Coupe de Macédoine du Nord. Les 2 derniers du championnat sont relégués en deuxième division, tandis que le huitième disputera un barrage de promotion-relégation contre le troisième de deuxième division.
Le KF Shkëndija est sacré champion à l'issue de la 32e journée.

## Compétition

### Classement
Les équipes sont classées selon leur nombre de points, lesquels sont répartis comme suit : trois points pour une victoire, un point pour un match nul et zéro point pour une défaite. Pour départager les égalités, les critères suivants sont utilisés :
1. Différence de buts générale
2. Nombre de buts marqués
3. Nombre de points marqués en confrontations directes (*)
4. Différence de buts en confrontations directes (*)
5. Nombre de buts marqués à l'extérieur en confrontations directes (*)
6. Nombre de buts marqués en confrontations directes (*)

Si l'égalité reste parfaite, les équipes occupent le même classement.
Pour un départage pour le titre de champion, une qualification à une compétition européenne ou une relégation, seules les critères marqués d'un astérisque sont valables. En cas de nouvelle égalité, un match d'appui est joué.
| Rang | Équipe                | Pts | J  | G  | N  | P  | Bp | Bc | Diff |
| ---- | --------------------- | --- | -- | -- | -- | -- | -- | -- | ---- |
| 1    | KF Shkëndija T        | 79  | 36 | 24 | 7  | 5  | 80 | 29 | +51  |
| 2    | FK Vardar Skopje      | 64  | 36 | 17 | 13 | 6  | 45 | 23 | +22  |
| 3    | FK Akademija Pandev C | 58  | 36 | 17 | 7  | 12 | 45 | 35 | +10  |
| 4    | KF Shkupi             | 48  | 36 | 13 | 9  | 14 | 40 | 41 | -1   |
| 5    | FK Makedonija GPP     | 47  | 36 | 12 | 11 | 13 | 45 | 50 | -5   |
| 6    | FK Renova Džepčište   | 47  | 36 | 12 | 11 | 13 | 53 | 49 | +4   |
| 7    | FK Rabotnički Skopje  | 46  | 36 | 13 | 7  | 16 | 43 | 49 | -6   |
| 8    | FK Sileks Kratovo     | 44  | 36 | 11 | 11 | 14 | 27 | 39 | -12  |
| 9    | FK BelasicaP          | 38  | 36 | 9  | 11 | 16 | 37 | 49 | -12  |
| 10   | FK Pobeda AD Prilep   | 23  | 36 | 6  | 5  | 25 | 26 | 76 | -50  |

| Légende : Promotion et relégation | Légende : Promotion et relégation                                                                  |
| --------------------------------- | -------------------------------------------------------------------------------------------------- |
|                                   | Qualification pour le 1er tour de qualification de la Ligue des champions 2019-2020                |
|                                   | Qualification pour le 1er tour de qualification de la Ligue Europa 2019-2020                       |
|                                   | Match de barrage/relégation contre le troisième de Championnat de Macédoine du Nord de football D2 |
|                                   | Relégation directe en Vtora Liga                                                                   |
|                                   | T : Tenant du titre P : Promu de 2. MFL (D2)                                                       |

source sur macedonianfootball.com
1. ↑  Cette saison, le FK Vardar Skopje n'obtient pas de licence européenne et ne peut donc pas se qualifier pour une compétition de l'UEFA[1].
2. ↑  Le FK Makedonija GP est devant le FK Renova Džepčište en vertu de la différence de buts en confrontations directes.

### Barrage de promotion-relégation
À la fin de la saison, le 8e de 1. MFL affrontera le vainqueur des play off de 2. MFL pour tenter de se maintenir. 
| Équipe 1          | Résultat | Équipe 2    |
| ----------------- | -------- | ----------- |
| FK Sileks Kratovo | 3 - 2    | GFK Tikvesh |

## Bilan de la saison
| Championnat de Macédoine du Nord de football 2018-2019                        |                         |
| Champion                                                                      | KF Shkëndija (3e titre) |
| Dauphin                                                                       | FK Vardar Skopje        |
| Coupes et trophées                                                            |                         |
| Vainqueur de la Coupe de Macédoine du Nord 2018-2019                          | FK Akademija Pandev     |
| Qualifications continentales                                                  |                         |
| Ligue des champions 2019-2020                                                 | KF Shkëndija            |
| Ligue Europa 2019-2020                                                        | FK Akademija Pandev     |
| Ligue Europa 2019-2020                                                        | KF Shkupi               |
| Ligue Europa 2019-2020                                                        | FK Makedonija GP Skopje |
| Promotions et relégations                                                     |                         |
| Promus en Championnat de Macédoine du Nord de football                        | FK Borec                |
| Promus en Championnat de Macédoine du Nord de football                        | FC Struga               |
| Relégués en Championnat de Macédoine du Nord de football de deuxième division | FK Belasica             |
| Relégués en Championnat de Macédoine du Nord de football de deuxième division | FK Pobeda AD Prilep     |